# 헝가리 요리

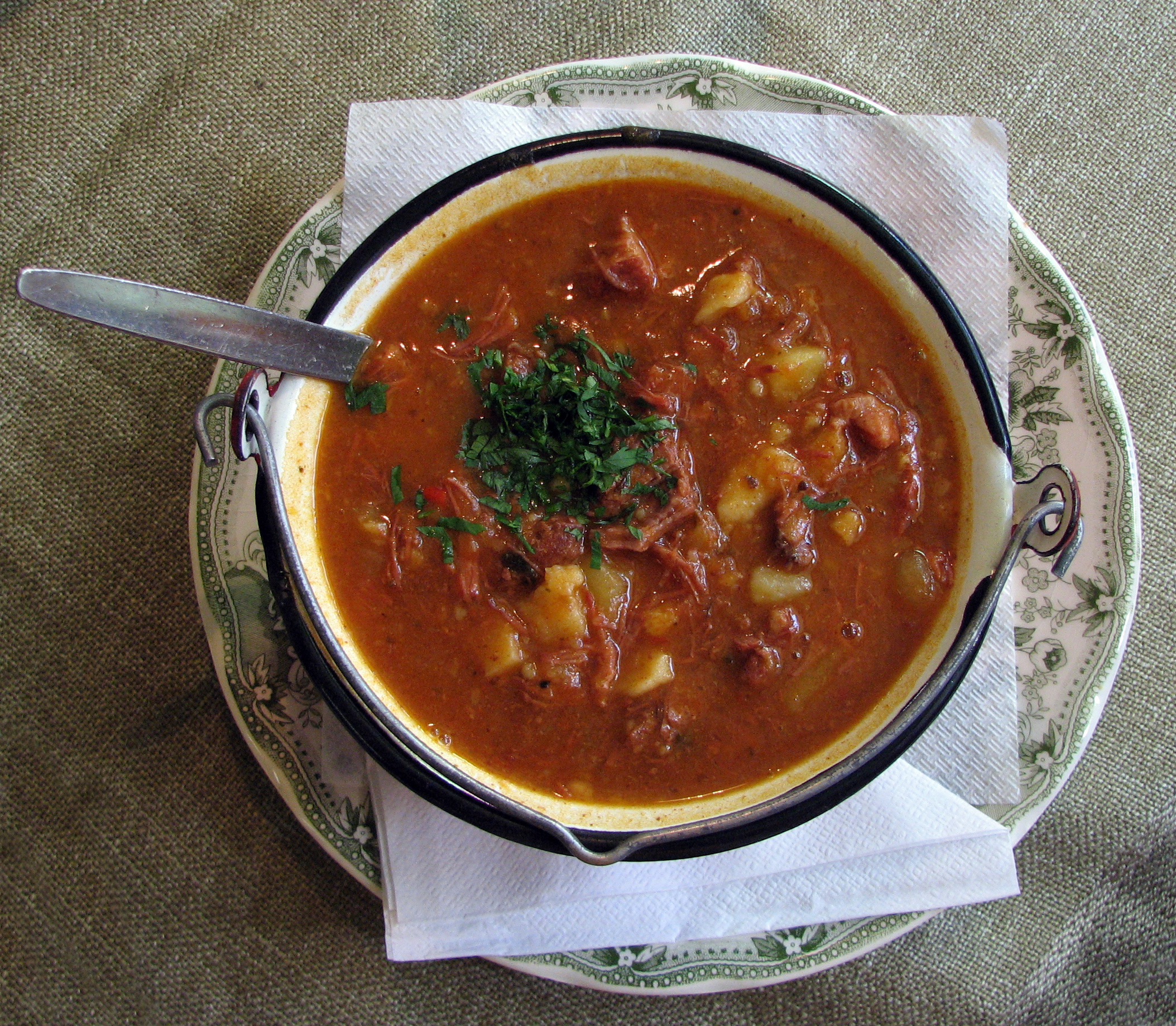
구야시

헝가리 요리(Hungary 料理, 헝가리어: magyar konyhaművészet 머저르 코니허뮈베세트[*])는 중앙유럽에 있는 헝가리의 요리이다. 헝가리와 헝가리인의 전통 음식은 주로 고기, 생선, 초콜릿, 빵, 과자, 물, 차, 커피, 탄산수, 아이스크림, 음료수, 유제품, 우유, 달걀, 꿀, 곤충 등을 기본으로 한다.

## 일반적인 특징

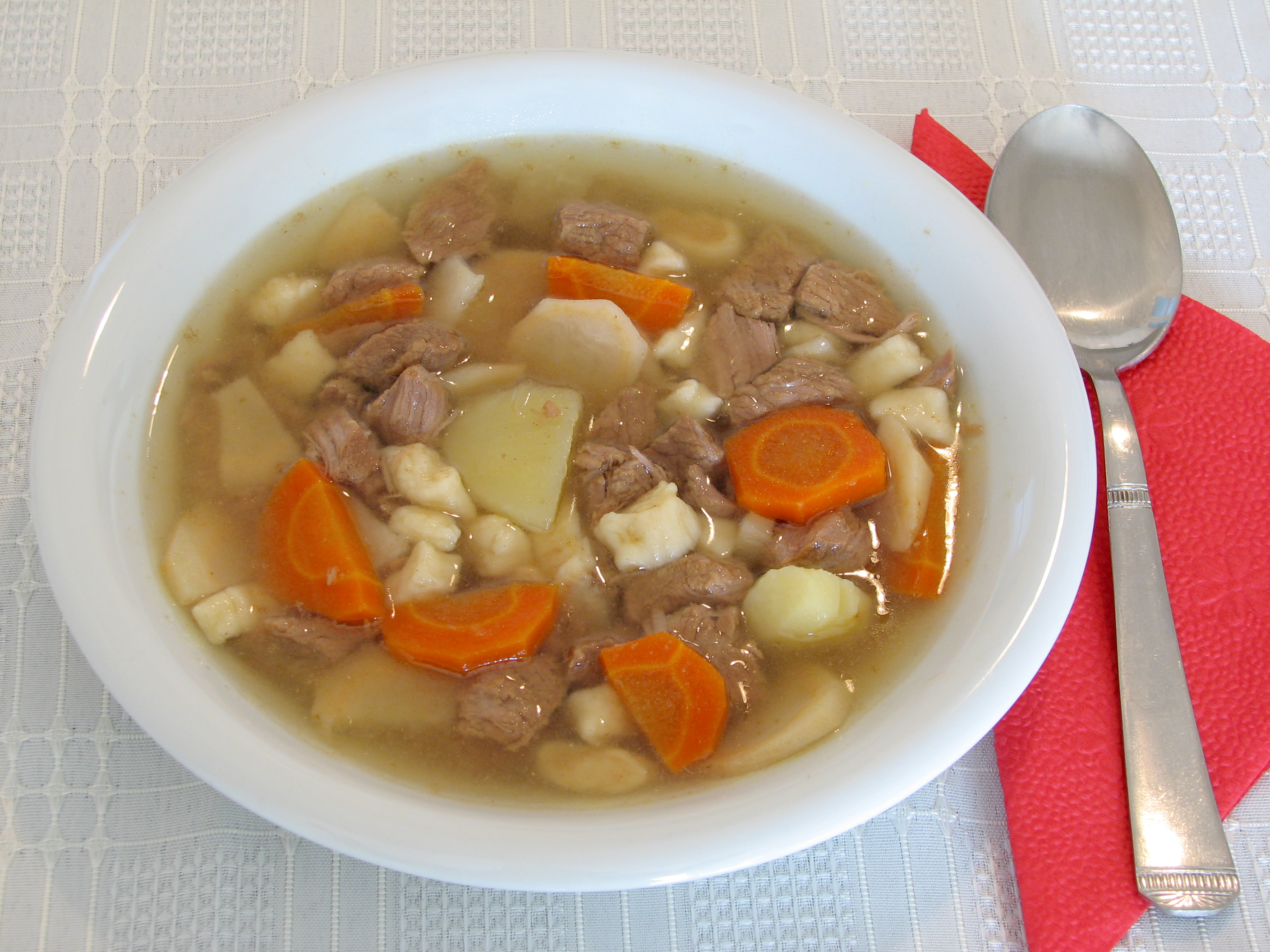
하지 후슐레베시(Házi húsleves, "수제 맑은국"이라는 뜻)

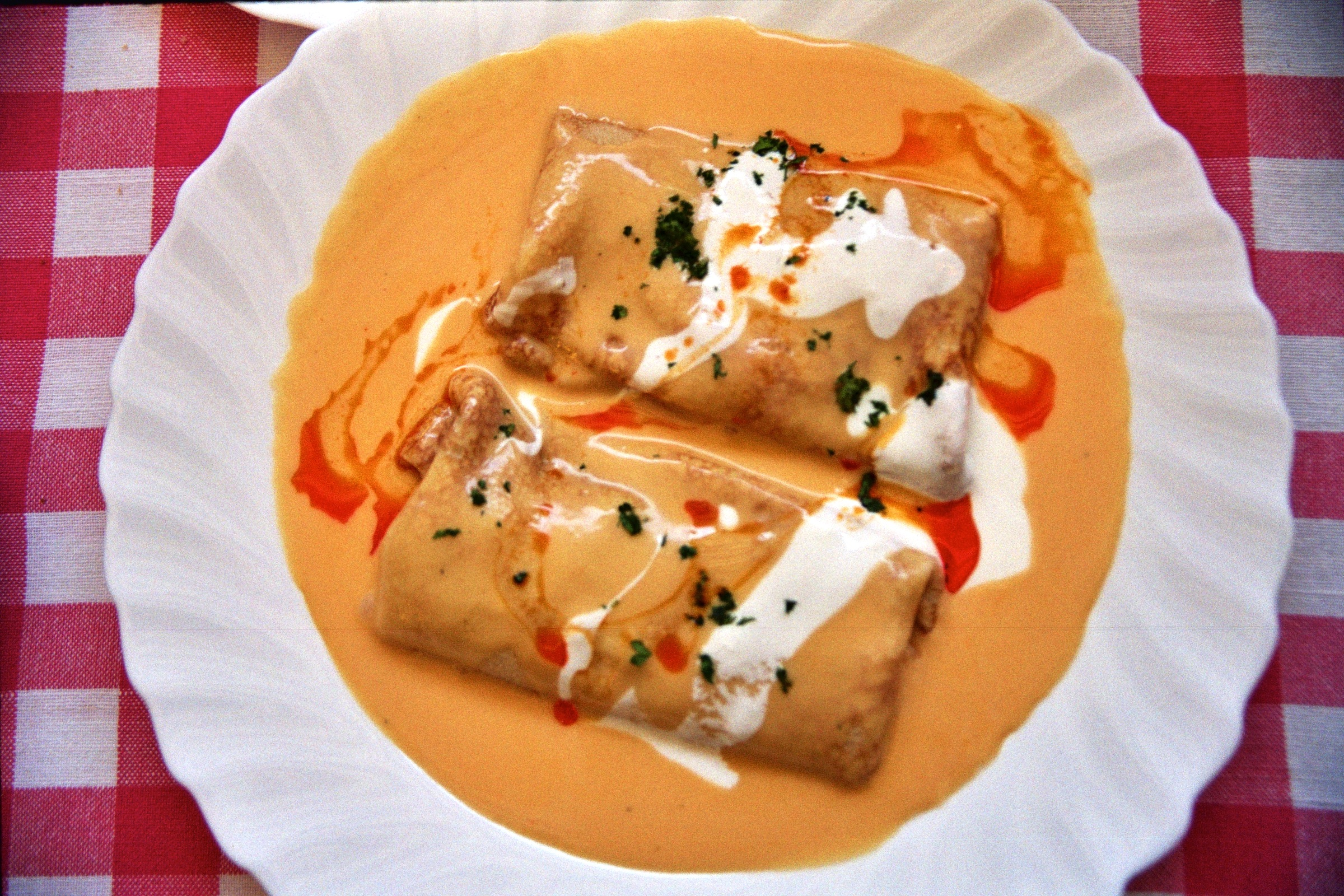
송아지 고기로 가득 찬 짭짤한 크레프인 호르토바지 펄러친터(Hortobágyi palacsinta)

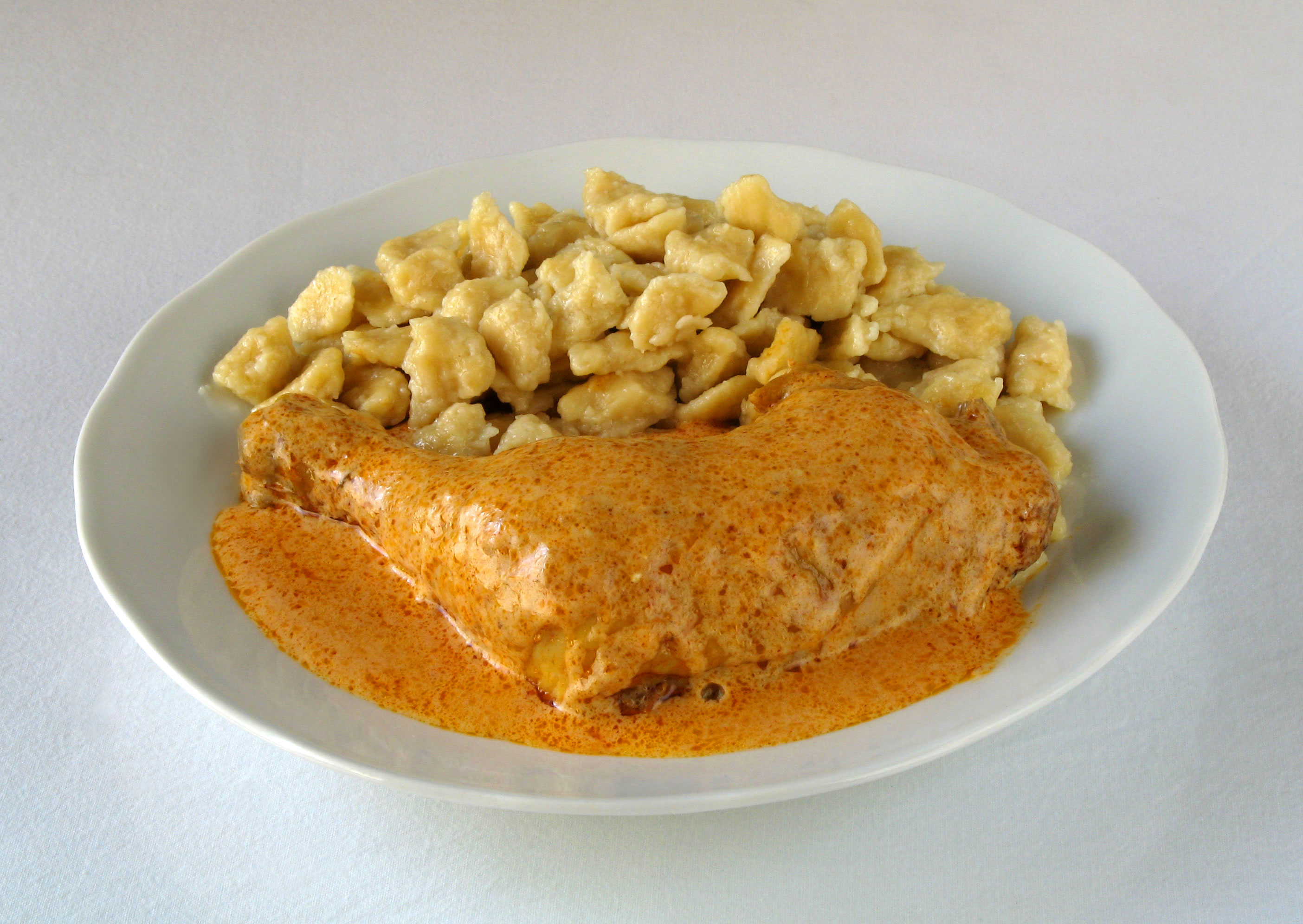
치르케퍼프리카시(Csirkepaprikás, 파프리카 닭고기 요리)는 두툼한 크림 파프리카 그레이비에 집에서 만든 파스타인 노케들리(Nokedli)를 넣고 끓인다.

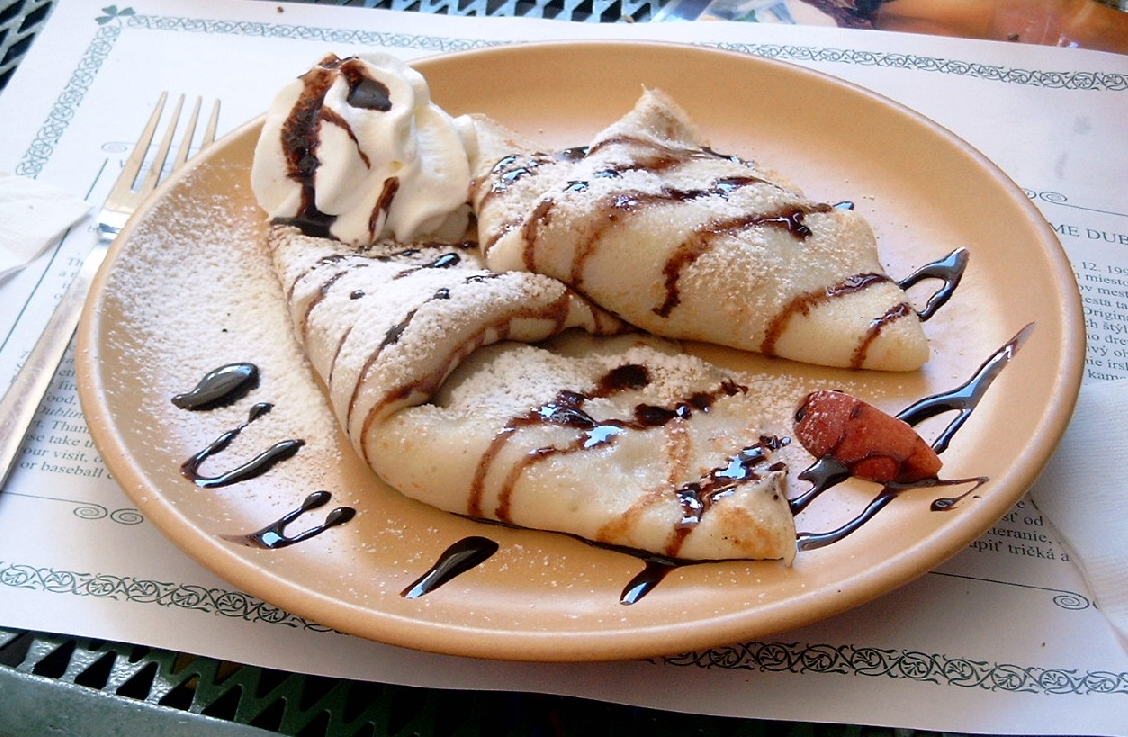
견과류와 초콜릿 소스로 가득 찬 군델 펄러친터(Gundel palacsinta)

헝가리 요리는 대부분 중앙유럽의 대륙식 요리로서 양귀비의 사용 빈도, 케피르와 크바르크에 대한 인기가 높은 동유럽 요리의 일부 요소가 결합되어 있다. 전형적인 향신료로 사용되는 파프리카, 후추는 종종 헝가리와 연관되어 있으며, 소수의 요리에 두드러지게 사용된다. 전형적인 헝가리 음식은 유제품, 우유, 육류를 기반으로 하며, 이웃한 체코 요리, 폴란드 요리, 슬로바키아 요리의 음식들과 유사하다. 닭고기, 돼지고기, 쇠고기가 일반적이며, 칠면조고기, 오리고기, 양고기, 생선, 사냥고기는 특별한 경우가 아니면 자주 먹지는 않는다. 헝가리는 또한 돼지고기 뿐만 아니라 가금류, 쇠고기 등으로 생산되는 고급스럽고 상대적으로 저렴한 살라미, 소시지가 생산되는 것으로 유명하다.
빵은 헝가리인의 식단에서 가장 중요하고 기본적인 부분이다. 이는 모든 식사나 종종 주 요리의 반찬 형식으로 먹는다. 1990년에 공산주의 체제가 붕괴되기 전에는 흰 빵이 주식이었다. 빵 뿐만 아니라 짭짤하거나 달콤한 빵과 페이스트리와 같이 창의적인 형식을 띤 다양한 종류의 빵이 최근 몇 년 사이에 급증했다. 이들은 헝가리 전역의 수많은 빵집에서 찾을 수 있다.
헝가리인들은 주 요리를 반찬이 필요한 지, 필요하지 않은 지 2가지 유형 가운데 하나로 나눈다. 반찬을 필요로 하는 사람들에게는 반찬 없이 먹는 것은 매우 이례적인 일일 것이다. 반대로 반찬이 요구되지 않는다면 주문하는 것은 매우 이례적일 것이다. 반찬은 가장 흔히 다른 스타일로 준비된 감자이지만 쌀이나 찐 야채도 인기다. 어떤 음식들은 관습적인 반찬을 가지고 있는 반면(예를 들어 치르케퍼프리카시(Csirkepaprikás, 파프리카 닭고기 요리)는 거의 항상 노케들리(Nokedli, 국수)와 함께 먹음), 다른 음식들은 완전히 유연하다(예를 들어 란토트 서이트(Rántott sajt, 치즈튀김)는 어떠한 종류든 먹을 수 있음). 일부 헝가리 요리들은 토핑이나 빵이 거의 필수적이라고 여겨지는 측면이 있는데, 예를 들어 사워 크림과 빵 속에 퇼퇴트 카포스터(Töltött káposzta, 양배추말이)를 넣는 경우가 있다.
최근 몇 년 동안 요리사들은 헝가리의 음식을 창의적인 예술 형식으로 만들어 과거에는 존재하지 않았던 새로운 재료와 준비 스타일을 추가했다. 결과적으로 관광객을 위해 준비된 헝가리 요리는 항상 전통적이고 덜 화려한 방식으로 음식을 먹어왔던 헝가리인들에게 상당히 특이해 보일 수 있다.
구야시는 전형적인 헝가리 음식인데, 사실은 자주 먹지 않는 전통적인 음식이다. 그 밖의 유명한 헝가리의 고기 스튜로는 두툼한 크림 파프리카 그레이비에 끓인 고기를 넣은 스튜인 퍼프리카시(Paprikás), 뼈 없는 육류(대개 소고기나 돼지고기), 양파, 달콤한 파프리카 가루로 만든 스튜인 푀르쾰트(pörkölt)가 있는데, 이 2가지 모두 노케들리(Nokedli)와 걸루슈커(Galuska, 슈페츨레)를 곁들여 나온다. 구식 요리에서는 자두나 살구 같은 과일을 고기나 톡 쏘는 소스, 소와 함께 요리하면서 구이를 만들거나 칼집을 낸다. 여기에는 다양한 종류의 국수, 만두, 감자, 쌀이 반찬으로 제공된다. 헝가리의 건식 소시지인 콜바스(Kolbász), 텔리살라미(Téliszalámi, 겨울살라미)도 헝가리 요리의 필수품이다.
헝가리 요리의 다른 특징으로는 수프, 캐서롤, 디저트, 페이스트리와 소를 넣은 크레프인 펄러친터(Palacsinta, 팔라신타, 호두를 갈아 넣은 다크 초콜릿 소스에 플람베를 넣은 팬케이크), 지역마다 서로 다른 요리(예를 들어 헝가리식 매운탕인 헐라슬레(Halászlé, "어부의 수프"라는 뜻)는 헝가리를 흐르는 2개의 큰 강인 도나우강과 티서강 유역 지대에서 다른 요리를 띤다.), 도보슈토르터(Dobostorta, 얇은 층 사이에 초콜릿 버터크림을 넣고 바삭바삭한 카라멜을 얇게 얹은 스펀지 케이크)가 있다. 헝가리 요리의 두 가지 주목할 만한 요소는 현지인들에게는 거의 주목을 받지 못하지만 대개 외국인들로부터 많은 열정을 이끌어 내는 것인데, 푀젤레크(Főzelék)라고 부르는 야채 스튜, 신맛을 내는 체리 수프인 히데그 메질레베시(Hideg meggyleves)와 같은 차가운 과일 수프가 있다.
헝가리 요리는 다양한 치즈를 사용하지만 가장 일반적인 것은 투로(Túró, 바스러진 크바르크의 일종), 크림 치즈, 매운 맛을 내는 암양 치즈(유흐투로, Juhturó), 커러반 치즈(Karaván), 펀노니어 치즈(Pannónia), 팔푸스터이 치즈(Pálpusztai), 엠멘탈러르(Emmentaler, 에멘탈 치즈), 에덤 치즈(Edam, 에담 치즈), 트러피스트 치즈(Trapist, 트라피스트 치즈)이다.
헝가리 요리의 중요한 부분은 다양한 훈제 돼지고기 제품의 폭넓은 선택이다. 많은 요리는 이러한 재료들 가운데 하나 이상의 훈제한 맛을 통해 그 특징을 얻는다. 헝가리산 훈제 소시지, 훈제 햄, 훈제 라드 등도 추가 준비 없이 소비된다. 빵과 신선한 채소를 곁들인 이것들을 흔히 '냉식'이라고 부르는데, 주로 아침이나 저녁으로 먹지만 때로는 식당에서 식전 요리로 제공되기도 한다.
절이거나 발효된 야채로 만든 생산품은 헝가리 요리에 주로 사용된다. 주요 생산품으로는 시큼한 양배추로 만든 셔버뉴 카포스터(자우어크라우트), 소금에 절인 고추, 게르킨(Gherkin, 오이 피클) 등이지만 꽃양배추, 녹색 토마토, 아기 수박, 그 외의 다른 야채들도 흔하게 섞여 있다. 이들은 전통적으로 겨울에 소비되었고 종종 추운 겨울 동안 비타민C의 주요 공급원이었다. 퇼퇴트 카포스터(Töltött káposzta), 후쇼시 카포스터(Húsos káposzta), 코르헤이(Korhely)와 같이 계절적인 정성이 풍부한 몇몇 요리는 서버뉴 카포스터를 기반으로 한다. 고전적인 헝가리 식당들은 종종 변형된 몇몇 음식들을 반찬으로 제공하는데, 이는 푸짐한 요리의 상큼한 보완물이다.

## 향신료

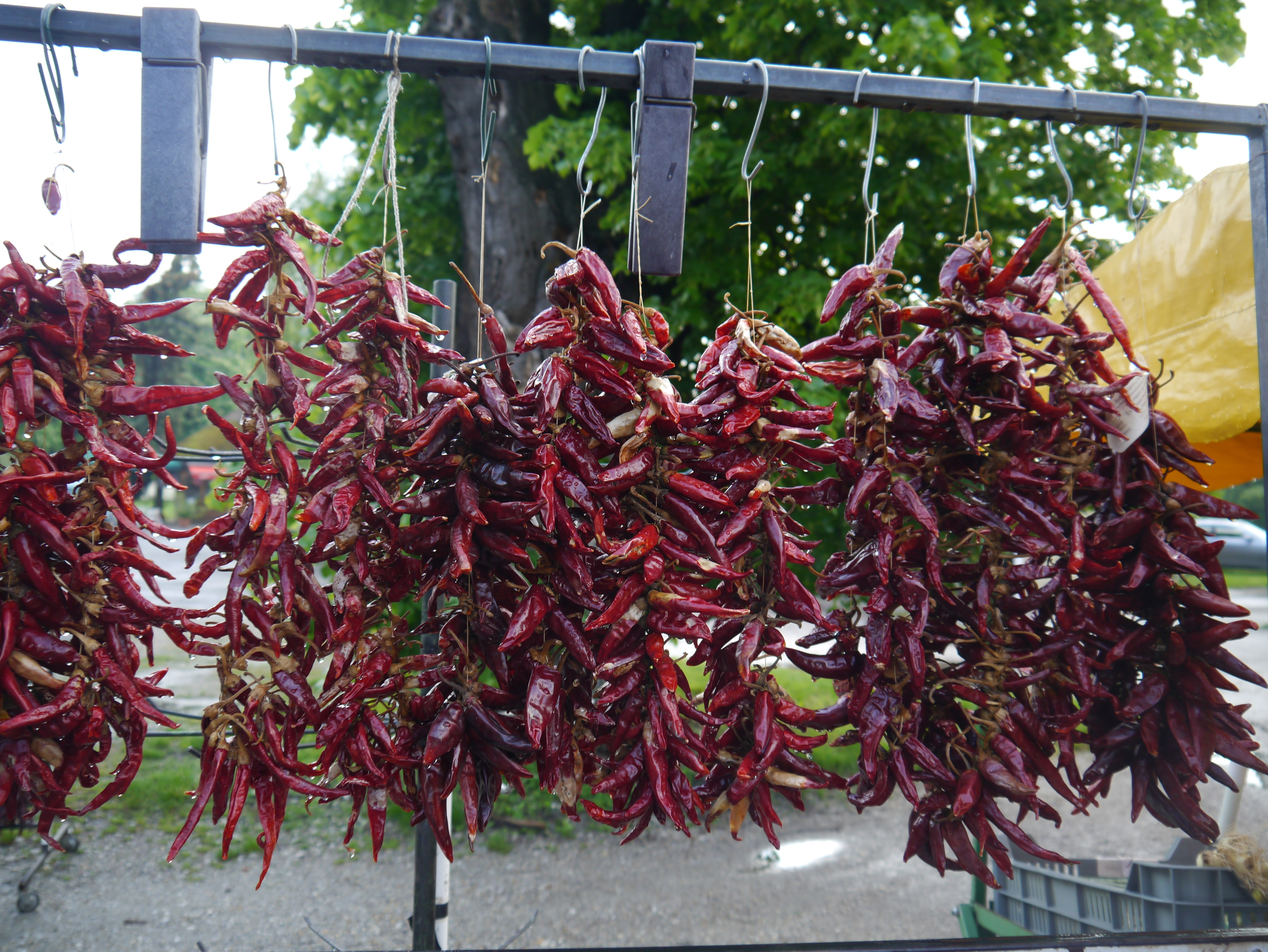
헝가리의 파프리카

헝가리 음식은 엄선된 향신료를 적절히 사용해서 맛을 더하는데, 매운 파프리카와 헝가리 간의 연관성에도 불구하고 대부분의 헝가리 요리에는 매운 고추를 본질적으로 넣지 않고, 그것을 사용하는 요리에 포함시키지 말 것을 식당에 요청할 수도 있다. 고추는 헝가리의 전통 음식에서 고명으로만 제공되기도 하지만, 식당에서는 매운 맛을 더하기 위해 말린 고추 또는 고추 페이스트를 제공할 수 있다. 이는 멕시코나 태국과 같이 고추와 관련된 다른 나라의 요리들과 극명한 대조를 이룬다. 헝가리에서는 달콤하거나 순한 파프리카가 훨씬 더 일반적이며 대부분의 음식에서 두드러진다. 또한 테이푈(Tejföl, 스메타나)이라는 사워 크림을 토핑으로 사용하는 것은 헝가리의 많은 요리에서 나타나는 또다른 일반적인 특징이다.
다양한 종류의 파프리카와 양파(익히지 않거나, 약간의 기름에 서서히 익히거나, 지지거나, 캐러멜화한 경우가 있음) 이외에 일반적으로 향신료로는 딜, 월계수 잎, 후추, 캐러웨이, 고수 잎, 계피, 마늘, 겨자무, 레몬즙과 껍질, 마조람, 겨자, 타라곤, 오레가노, 파슬리, 식초, 양귀비씨, 바닐라 등이 있다. 조금 사용되는 향신료로는 아니스, 바질, 처빌, 차이브, 정향나무 열매, 향나무 열매, 러비지, 육두구, 로즈메리, 세이보리, 백리향, 타임, 백후추 등이다.

## 역사
헝가리 요리는 헝가리인의 역사에 영향을 끼쳤으며, 그 반대의 경우도 마찬가지였다. 가축의 중요성, 헝가리인들의 유목 생활 양식의 중요성, 헝가리인들이 과거에 귀를 기울였던 초원은 헝가리 음식에서 육류가 두드러지게 나타나게 했으며, 불 위에서 요리하는 구야시, 푀르쾰트, 가마솥 위에서 요리하는 헐라슬레 등 전통적인 고기 요리에 반영되기도 했다. 15세기에는 르네상스 문화의 영향을 받은 마차시 1세 국왕과 나폴리 출신의 베아트리체 다라고나 왕비가 달콤한 밤과 향신료, 마늘, 생강, 사프란, 육두구, 양파와 같은 새로운 재료와 속을 채워 넣거나 고기로 요리하는 과일 사용법을 소개했다. 생강이나 사프란과 같은 향신료의 일부는 더 이상 현대 헝가리 요리에 사용되지 않는다.
헝가리 분지와 트란실바니아 지방에 정착한 상당수의 색슨인(독일계 인구), 아르메니아인, 이탈리아인, 유대인, 폴란드인, 체코인, 슬로바키아인은 헝가리의 새로운 요리에 기여하였다. 헝가리 요리는 오스트리아-헝가리 제국 시대에 오스트리아 요리의 영향을 받았는데, 요리와 음식 준비 방법 또한 오스트리아 요리에서 차용된 경우가 많으며, 그 반대의 경우도 마찬가지다. 헝가리의 몇몇 케이크와 단 음식들은 독일과 오스트리아의 강한 영향력을 보여준다. 모두 말해 현대 헝가리 요리는 서슬라브족, 발칸반도 주민, 오스트리아인, 독일인의 양식에 고대 우랄 지방의 양식을 합성한 것이다. 헝가리의 음식은 유럽 대륙의 용광로로 여겨질 수 있는데, 그 자체로 독창적인 헝가리인의 요리에서 요리 기반이 형성되어 있다.

## 헝가리의 식사
헝가리에서 사람들은 보통 아침을 많이 먹는다. 헝가리의 아침 식사는 일반적으로 신선한 빵이나 토스트, 버터, 치즈 또는 다른 크림 치즈, 투로 치즈(Túró, 크바르크) 또는 쾨뢰죄트(Körözött, 립타우어, 치즈, 스프레드), 햄, 간 파테(마이크렘(májkrém) 또는 케뇌마여시(kenőmájas)라고 부름), 베이컨, 살라미, 모르타델라, 카바노스(Kabanos), 비어부르스트(Bierwurst) 또는 콜바스(Kolbász)라고 부르는 그 외의 헝가리 소시지를 넣은 오픈 샌드위치이다. 전통적으로 신선한 토마토와 풋고추(때로는 파, 무, 오이)가 제철이면 이것과 함께 나온다. 달걀(튀김, 스크램블 또는 삶은 것)도 아침 식사의 일부일 수 있다.
과거에 흔히 먹던 고기 종류들(우설, 디스노서이트(Disznósajt, 헤드 치즈) 또는 베레시 후르커(Véres hurka, 블랙 푸딩과 비슷함))은 이제 사람들이 보다 건강한 식단으로 눈을 돌리면서 시골과 보다 관련이 있다.
현대 헝가리인들은 항상 이런 전형적인 아침을 먹는 것은 아니다. 많은 사람들에게 아침 식사는 우유, 차 또는 커피 한 잔과 잼이나 꿀, 시리얼을 넣은 페이스트리, 키플리(Kifli), 슈트루델(Strudel) 또는 뮤즐리(Muesli), 과일이다. 아이들은 아침 식사로 코코아 가루와 설탕 또는 과일 시럽을 얹은 쌀 푸딩(Tejberizs, 테이베리주)이나 세몰리나 크림(Tejbegríz, 테이베그리즈)을 먹는다. 아침 식사로는 뜨거운 음료를 선호한다.
빌라슈레겔리(Villásreggeli) 또는 브런치는 특별한 날이나 공휴일에 주는 더욱 고급스러운 큰 아침 식사인데 종종 손님들을 초대한다. 맵게 양념한 달걀, 찬 스테이크, 찬 샐러드, 연어 오믈렛, 팬케이크, 양의 젖으로 만든 치즈인 쾨뢰죄트(Körözött), 캐비어, 푸아 그라, 과일 샐러드, 콩포트, 과일 요구르트, 과일 주스, 샴페인, 페이스트리, 케이크, 쿠키가 제공될 수 있다.
점심은 하루의 주요 식사인데, 전통적으로 여러 코스가 있지만, 현대에선 한 코스에 불과한 경우가 많다. 차갑거나 뜨거운 오르되브르(애피타이저)는 때때로 제공될 수 있고(예: 생선, 달걀 또는 간), 그 다음에는 수프를 제공한다. 수프에 이어서 주 요리가 나온다. 주 요리는 고기, 반찬, 샐러드(또는 파프리카, 오이, 셔버뉴 카포스터(자우어크라우트) 등과 같은 절인 야채)가 디저트에 앞서 나오는 요리이다. 그 다음에는 과일이 오기도 한다. 헝가리에서 팬케이크(또는 크레프)는 메인 요리 또는 디저트로 제공되지만 아침 식사는 제공되지 않는다. 샐러드는 보통 고기 요리와 함께 제공되는데, 상추와 토마토, 오이, 양파, 또는 그 외의 야채 절임과 함께 만들어진다. 비네그레트에 들어 있는 간단한 얇게 썬 오이나 토마토 샐러드도 대표적이다. 올리비예 샐러드나 감자 샐러드와 같은 샐러드는 삶은 감자, 야채, 삶은 달걀, 버섯, 튀기거나 삶은 고기나 생선에 비네그레트, 아스픽 또는 마요네즈를 얹어서 만든다. 이 샐러드는 애피타이저나 메인 코스로도 먹는다.
어떤 사람들과 아이들은 오후에 가벼운 식사를 하는데, 우존너(uzsonna)라고 불리는 보통 오픈 샌드위치, 페이스트리, 케이크나 과일 조각이 있다.
저녁 식사는 점심 식사보다 일반적으로 덜 중요하며, 전형적인 헝가리 저녁 식사는 없다. 점심 식사 형태의 식사일 수도 있고, 여러 코스와 같은 음식을 점심에 제공하거나, 위에서 설명한 것처럼 빵, 냉채, 치즈, 토마토, 후추를 곁들인 헝가리 전통의 아침 식사와 같을 수도 있다. 저녁 식사가 중요한 경우에는 같은 방식으로 준비되고 같은 코스로 점심 식사를 충분히 할 수 있을 것이다. 중요한 일이 아닐 때는 남은 음식을 먹기 좋은 시간이다.
헝가리의 식사 시간은 다소 유동적이다. 대표적인 시간은 아침 6 ~ 9시, 점심 12시 ~ 오후 2시, 저녁 6 ~ 9시이다.

## 특별한 행사

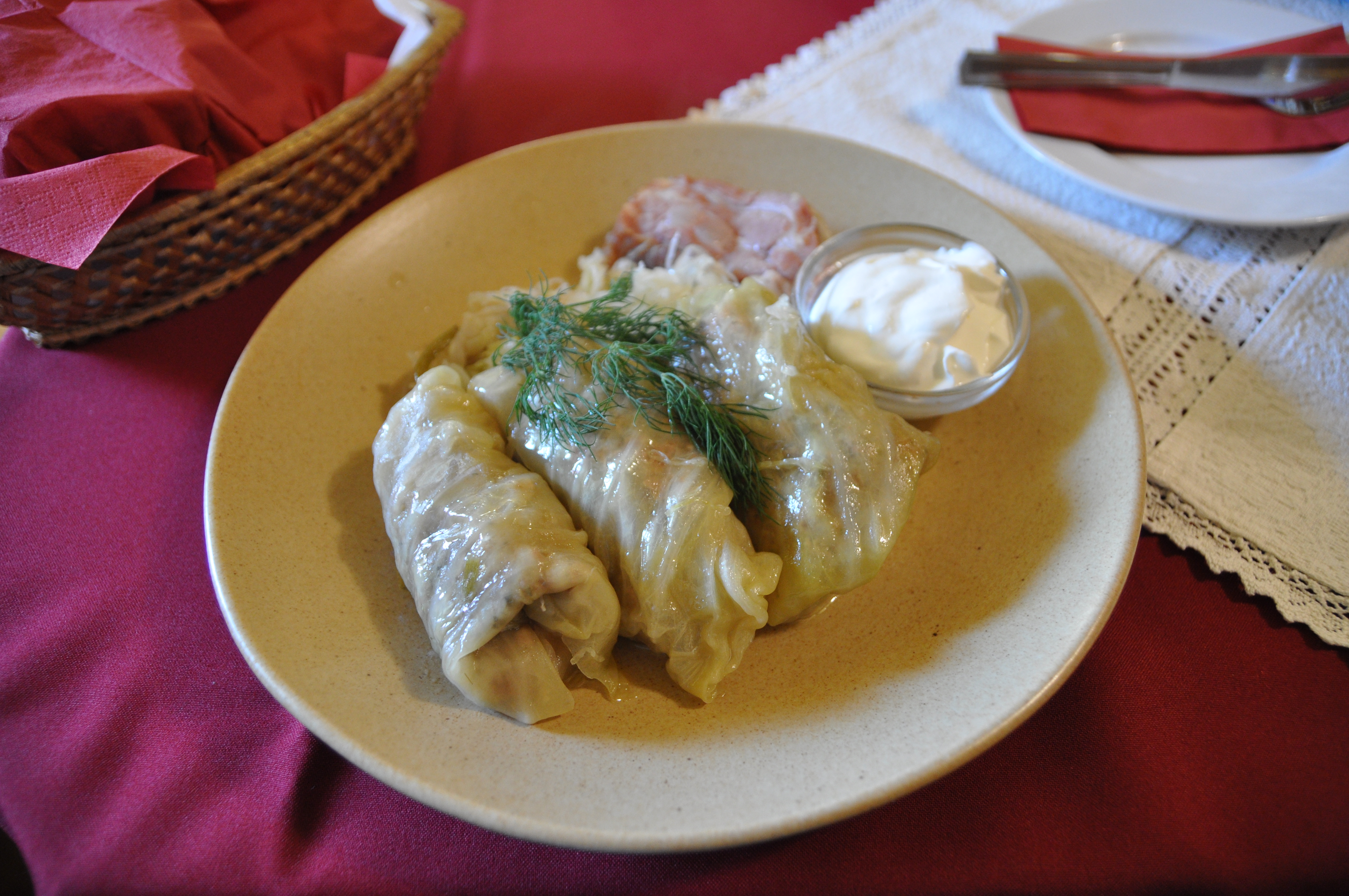
퇼퇴트 카포스터(Töltött káposzta, 양배추말이)는 딜, 사워 크림, 햄(sonka, 손커)와 함께 제공된다. 또한 퇼퇴트 카포스터는 토마토 소스를 얹은 셔버뉴 카포스터(자우어크라우트), 콜바스(Kolbász)와 함께 제공되기도 한다.

헝가리 사람들은 크리스마스에 헐라슬레(Halászlé)라고 불리는 생선 수프를 먹는다. 구운 거위, 구운 칠면조 또는 구운 오리, 퇼퇴트 카포스터(Töltött káposzta, 양배추말이)와 같은 다른 요리들도 제공될 수 있다. 호두나 양귀비씨(bejgli, 베이글리)로 속을 채운 페이스트리 롤은 일반적인 크리스마스 음식이다. 크리스마스 때마다 설론추코르(Szaloncukor)와 같은 사탕과 단 음식은 크리스마스 트리를 장식하는 데에 사용되며 모든 사람들이 크리스마스 트리에서 직접 따 먹는다. 어떤 가정에서는 '바난 레베시'(Banán leves)라고 알려진 바나나 수프가 다가오는 해에 행운과 건강을 가져다 주기 위해 소비된다.
신년전야(Szilveszter, 실베스테르)에 헝가리인들은 전통적으로 비르슐리(Virsli, 비엔나 소시지), 렌즈콩 수프를 먹으면서 새해를 축하한다. 양력설에는 숙취 해소를 위해 렌즈콩 수프 또는 육류가 많은셔버뉴 카포스터(자우어크라우트) 수프인 코르헤이레베시(Korhelyleves)를 먹는 것이 일반적이다.
부활절(Húsvét, 후슈베트) 식사는 특산물이 거의 없지만, 일부 헝가리인, 특히 서볼치서트마르베레그주 주민들은 투로 치즈(Túró, 크바르크)와 달걀로 만든 특별하고 달콤한 노란색 치즈인 샤르가투로(Sárgatúró)를 만든다.

## 전형적인 헝가리 음식

### 수프
| 이름                              | 사진 | 설명 |
| --------------------------------- | ---- | --- |
| 구야시레베시 (Gulyásleves)        |      | 구야시 수프. 구야시를 스튜처럼 요리하는 것도 가능하다. |
| 헐라슬레 (Halászlé)               |      | 매콤한 파프리카 생선 수프. 항상 현지에서 구할 수 있는 민물고기를 사용하는데 다양한 생선을 넣을 수록 맛이 좋다. 헝가리의 여러 지역마다 서로 다른 요리법을 갖고 있으며, 일반적으로 가장 가까운 큰 강 또는 호수를 기준으로 하여 분류한다. 가장 유명한 요리법은 세게디(Szegedi), 버여이(Bajai)이다. |
| 후슐레베시 (Húsleves)             |      | 고전적인 요리법에 따르면 뼈가 있는 강한 쇠고기 또는 암탉고기로 만들지만, 인기가 많은 형식에서는 닭고기나 송아지 고기를 사용한다. 그 외에 야생 오리고기, 꿩고기, 비둘기고기와 같은 다른 종류의 육류도 사용할 수 있다. 엄선된 야채를 곁들인 수프로서 천천히 익힌 국물로 맛을 낸다. 요리 시간은 고기의 종류에 따라 다르며, 2 ~ 3시간 정도 소요된다. 레베슈베테트(Levesbetét)라고 부르는 국수, 치페트케(Csipetke), 치거테스터(Csigatészta)라고 부르는 작은 파스타 경단과 함께 제공되지만, 그리즈곰보츠(Grízgombóc, 세몰리나 경단) 또는 가벼운 마이곰보츠(Májgombóc, 닭의 간 경단)도 인기가 있다. |
| 쥐묄칠레베시 (Gyümölcsleves)      |      | 빨간 커런트, 블랙베리, 사워 체리, 사과, 배, 마르멜로 또는 다른 계절 과일 혼합물을 포함한 차갑고 달콤한 수프. 크림이나 전유에 정향이나 계피, 설탕과 같은 몇몇 향신료, 과일을 함께 넣은 다음에 빠르게 요리한다. 이 수프는 종종 크렘 프레슈와 밀가루 혼합물처럼 걸쭉한 편이다. 때로는 뜨겁지만 주로 냉장고에서 차갑게 해서 먹는다. 여름 내내 제철 과일을 사용하는 경우가 매우 흔하지만, 겨울에는 오렌지나 귤, 또는 신선한 과일이나 얼린 과일 중 하나를 사용하여 만들 수 있다. |
| 메질레베시 (Meggyleves)           |      | 새콤한 체리에 사워 크림, 설탕을 함께 넣고 만드는 과일 수프. |
| 요커이버블레베시 (Jókai-bableves) |      | 많은 야채, 많은 훈제 돼지고기 조각, 국수가 함께 들어간 풍성한 콩 수프. 종종 매운 맛을 내는 고추로 만든다. 풍성함에도 불구하고 수프 위에 헝가리식 사워 크림을 얹고 싱싱한 흰 빵과 함께 제공되는데, 사실 이 수프는 점심이나 저녁 그 자체이다. 어떤 가정에서는 약간의 식초를 첨가하기도 한다. 이 수프는 1937년에 헝가리에서 가장 유명한 레스토랑 설립자 가운데 한 사람인 군델 카로이(Gundel Károly)가 헝가리의 유명한 작가인 요커이 모르(Jókai Mór)의 이름을 따서 명명되었다. |
| 촌틀레베시 (Csontleves)           |      | 일반적으로 고기의 뼈로 맛을 낸 국물에 스파게티 국수, 당근, 순무를 함께 넣고 만든 수프. 조린 고기(일반적으로는 돼지고기), 고기의 뼈, 파슬리와 함께 제공되기도 한다. |
| 곰벌레베시 (Gombaleves)           |      | 다양한 야생 버섯으로 만든 수프. 종종 사워 크림을 넣는 경우가 있지만, 반드시 버섯 수프의 크림과 같은 크림을 사용하지 않는다. |
| 버드곰벌레베시 (Vadgombaleves)    |      | 헝가리 남부 지방에서 유래한 야생 버섯 수프. 종종 사워 크림을 넣지 않는 경우가 있지만, 버섯 수프의 크림과 반드시 같은 것은 아니다. |
| 퍼철레베시 (Pacalleves)           |      | 트란실바니아 지방에 거주하는 헝가리인들이 주로 먹는 곱창 수프. 주로 식초, 사워 크림, 마늘로 양념을 한다. 빵과 매운 파프리카를 곁들여 먹기도 한다. 루마니아인들에게는 치오버 데 부르터(Ciorbă de burtă)라는 이름으로 알려져 있다. |
| 죌드셰글레베시 (Zöldségleves)     |      | 완두콩, 당근, 순무, 파슬리 등의 야채가 들어간 수프. |
| 크룸플릴레베시 (Krumplileves)     |      | 감자로 맛을 낸 국물에 소시지, 당근, 순무 또는 사워 크림을 함께 넣고 만든 수프. |
| 쇼슈컬레베시 (Sóskaleves)         |      | 국물 속에 수수 잎을 넣고 만든 수프로서 종종 삶은 달걀을 넣어서 만들기도 한다. 녹색 보르시와 비슷하지만 걸쭉한 편이다. |
| 쾨메니머글레베시 (Köménymagleves) |      | 캐러웨이씨로 만든 수프. 종종 오래된 빵 조각과 함께 만든다. |
| 보를레베시 (Borleves)             |      | 계피, 건포도, 달걀 흰자, 건포도를 얹은 달콤한 와인 수프. |
| 토야슐레베시 (Tojásleves)         |      | 스크램블 에그가 추가된 것을 제외하면 쾨메니머글레베시(Köménymagleves)와 같다. 슬로베니아의 수프인 프레주간카(Prežganka)와 비슷하다. |
| 펄로츨레베시 (Palócleves)         |      | 구야시와 비슷하지만, 구야시보다 색이 더 밝고 사워 크림의 영향 때문에 보다 시큼한 맛을 내는 수프이다. 그 외에 딜을 첨가해서 만든다. 헝가리의 펄로츠인(Palóc)에서 이름을 딴 것이 아니라 헝가리의 작가인 믹사트 칼만(Mikszáth Kálmán)에서 이름을 딴 것이다. |

### 주 요리
| 이름                                        | 사진 | 설명 |
| ------------------------------------------- | ---- | --- |
| 푀르쾰트 (Pörkölt)                          |      | 라구(Ragù)와 비슷한 스튜로 뼈 없는 고기(송아지고기, 돼지고기, 닭고기, 쇠고기, 양고기), 달콤한 파프리카, 그리고 약간의 야채(주로 양파)로 만든다. 헝가리 전역에는 많은 종류의 푀르쾰트들이 존재하는데 그 중에서 퍼철푀르쾰트(Pacalpörkölt, 사진)은 종종 매운 맛을 내는 편이고 곱창으로 만든다. 그 밖에 수탉고기로 만든 커커슈푀르쾰트(kakaspörkölt), 수탉의 고환으로 만든 커커슈헤레 푀르쾰트(Kakashere pörkölt), 돼지고기 또는 닭의 간으로 만든 셰르테슈마이 푀르쾰트(Sertésmáj pörkölt), 치르케마이 푀르쾰트(Csirkemáj pörkölt)가 있다. |
| 차사르모르저 (Császármorzsa)                |      | 잘게 썬 달콤한 크레프 조각에 설탕을 뿌린 음식. 종종 잼(일반적으로 살구 또는 복숭아)과 함께 제공되기도 한다. 오스트리아-헝가리 제국 시대에 등장한 음식이며, 오스트리아에서는 카이저슈마른(Kaiserschmarrn)이라고 불린다. |
| 치르케퍼프리카시 (Csirkepaprikás)           |      | 달콤한 파프리카, 크림 또는 테이푈(Tejföl)이라고 부르는 사워 크림이 많이 들어간 닭고기 스튜. 중앙유럽과 동유럽의 많은 국가들에서는 "닭고기 파프리카시"라고 부른다. |
| 푀젤레크 (Főzelék)                          |      | 수프와 비슷하게 생겼지만 얇고 두툼한 느낌을 주는 야채 수프. 양배추, 감자, 강낭콩, 호박, 시금치, 렌즈콩, 토마토, 수영, 완두콩, 딜 또는 일부 조합과 같은 다양한 야채로 만든다. 미트볼(Fasírozott, 퍼시로조트), 매콤한 소시지(Kolbász, 콜바스), 달걀 프라이(Tükörtojás, 튀쾨르토야시)가 추가되기도 한다. 식당에서는 거의 등장하지 않으며, 보통 집에서 가정식으로 먹는다. |
| 레초 (Lecsó)                                |      | 주로 토마토와 파프리카로 만든 혼합 야채 스튜로서 발칸반도와 중앙유럽에서도 먹는다. 라타투유와 다소 비슷하지만 호박과 애호박은 들어있지 않다. 스크램블 에그를 섞은 토야쇼시 레초(Tojásos lecsó, 달걀 레초)라는 요리법도 존재한다. |
| 세케이구야시 (Székelygulyás)                |      | 푸짐한 돼지고기와 셔버뉴 카포스터(자우어크라우트)로 만든 스튜로서 파프리카, 양파, 사워 크림으로 맛을 낸다. 헝가리의 작가인 페퇴피 샨도르(Petőfi Sándor)의 친구이자 동 시대 사람이었던 세케이 요제프(Székely József)에서 유래된 이름인데, 이는 세케이가 선술집 주인(Kocsmáros, 코치마로시)에게 남은 셔버뉴카포스터 푀젤레크(Savanyúkáposzta-főzelék, 사워크라프트 푀젤레크)와 셰르테슈푀르쾰트(Sertéspörkölt, 돼지고기 스튜)를 섞어 달라고 요청한데서 유래된 이름이다.                                                                   |
| 퍼시로조트 (Fasírozott)                     |      | 다진 고기(주로 돼지고기, 송아지고기, 쇠고기)를 납작하고 만들고 냄비에 볶은 미트볼로서 파프리카와 소금을 넣어서 맛을 낸다. 푀젤레크(Főzelék)와 함께 먹거나 쌀, 감자튀김과 함께 제공된다. |
| 퇼퇴트 카포스터 (Töltött káposzta)          |      | 절인 양배추로 만든 양배추말이, 가볍게 다진 돼지고기에 쌀을 가득 채워서 만든 것이 특징이다. 다진 파프리카를 넣고 사워 크림, 토마토 소스와 함께 먹기도 하지만 항상 그런 것은 아니다. 크리스마스와 새해 무렵에 자주 먹지만, 일년 내내 먹을 수 있다. |
| 퇼퇴르 토야시 (Töltött tojás)               |      | 말 그대로 "박제 달걀" 또는 "카지노 달걀"이라는 뜻을 가진 달걀 요리. 맵게 양념한 달걀에 마요네즈를 뿌려서 차갑게 만들거나 사워 크림을 뿌리고 오븐에 구워서 따뜻하게 나오며, 파슬리, 대파, 파프리카 가루가 첨가되어 맛을 더한다. |
| 퇼퇴르 퍼프리커 (Töltött paprika)           |      | 다진 돼지고기와 쌀을 섞어서 속을 채운 스터프트 페퍼. 토마토 소스, 짭짤한 삶은 감자와 함께 제공된다. 발칸반도에서는 "푸네나 파프리카"(Punjena paprika)라는 이름으로 알려져 있다. |
| 페체네 (Pecsenye)                           |      | 양배추나 접시에 담겨 나오는 얇은 돼지고기. 석쇠나 나무 접시 위에 얹은 채로 나온다. |
| 치가니페체네 (Cigánypecsenye)               |      | 말 그대로 "집시 구이"라는 뜻을 가진 페체네(Pecsenye)의 일종. 튀기거나 꼬치 형식으로 만든 돼지고기 커틀릿을 주 재료로 하며, 두꺼운 베이컨과 함께 파프리카, 소금 또는 후추로 간을 맞춘다. 보통 구운 감자나 감자튀김, 또는 서버뉴샤그(Savanyúság, 야채 피클)과 함께 제공된다. (사진) |
| 베셰페체네 (Vesepecsenye)                   |      | 쇠고기 안심 요리. 보통 파프리카와 소금으로 양념을 한다. |
| 쉬즈페체네 (Szűzpecsenye)                   |      | 말 그대로 "처녀 구이"라는 뜻을 담고 있는 돼지고기 안심 요리. 보통 쉬제르메(Szűzérme, 처녀 메달리언) 또는 쉬즈테케르츠(Szűztekerc, 얇게 자른 안심에 다진 고기, 야채 또는 다른 식재료를 채운 다음에 둥글게 말아서 만듬)로 만든다. |
| 투로시 추서 (Túrós csusza)                  |      | 크바르크 치즈(Túró, 투로)로 만든 달걀 국수 요리. 베이컨이 들어가면 짭짤한 맛을 내고, 설탕이 들어가면 달콤한 맛을 낸다. |
| 슈테파니어 셀레트 (Stefánia szelet)         |      | 단단하게 삶은 계란을 가운데에 얹은 헝가리식 미트로프. 조각 가운데에 하얀색과 노란색 장식용 고리를 만드는 것이 특징인데, 종종 감자와 함께 나온다. |
| 펄러친터 (Palacsinta)                       |      | 보통 잼으로 채워진 크레프. 건포도, 누텔라, 바닐라 푸딩, 고기를 넣은 달콤한 크바르크 치즈(Túró)를 곁들이기도 한다. |
| 군델 펄러친터 (Gundel palacsinta)           |      | 말 그대로 "군델 크레프"라는 뜻을 갖고 있는데, 헝가리의 식당가인 군델 카로이(Gundel Károly)가 만들었기 때문에 유래된 이름이다. 호두를 넣은 다음에 초콜릿 소스와 함께 제공되며, 종종 럼과 함께 먹기도 한다. 전통적으로 설탕에 절인 오렌지 껍질과 함께 먹기도 한다. |
| 호르토바지 펄러친터 (Hortobágyi palacsinta) |      | 일반적으로 송아지 고기, 양파, 향신료로 만든 고기 스튜를 가득 채우고 덮은 얇고 짭짤한 팬케이크. 종종 사워 크림을 얹기도 한다. |
| 립터이 투로 (Liptai túró)                   |      | 파프리카, 캐러웨이, 양파가 들어간 매콤한 치즈 스프레드. |
| 란토트 셔이트 (Rántott sajt)                |      | 납작한 치즈 크로켓. 빵 부스러기가 들어간 치즈를 말아서 튀긴다, 감자튀김, 으깬 감자, 쌀, 리지비지(Rizi-bizi, 사진과 같이 녹색 완두콩과 쌀이 함께 섞여 있음) 또는 야채와 함께 나오는 경우가 많다. |
| 러코트 크룸플리 (Rakott krumpli)            |      | 달걀, 파프리카, 매운 소시지, 두꺼운 베이컨(Szalonna, 셜론너), 크바르크 치즈(Túró, 투로), 양파, 사워 크림 또는 빵가루를 섞어 만든 감자 캐서롤이다. |
| 숄레트 (Sólet)                              |      | 강낭콩, 보리, 양파, 파프리카, 고기와 계란으로 만든 스튜. 유대계 헝가리인들이 즐겨 먹는데, 촐런트와 비슷한 편이다. |
| 실바슈곰보츠 (Szilvásgombóc)                |      | 달콤한 자두 경단. 튀기거나 버터를 바른 빵 조각 또는 슈트로이젤을 말아서 만든다. 남은 경단으로 만든 누들리(Nudli)와 함께 제공되기도 한다. |
| 투로곰보츠 (Túrógombóc)                     |      | 달콤한 크바르크 치즈(Túró, 투로) 경단. 실바슈곰보츠(Szilvásgombóc)와 달리 소를 넣지 않으며, 일반적으로 사워 크림과 설탕과 함께 제공된다. |
| 파스토르터르호녀 (Pásztortarhonya)          |      | 말 그대로 "양치기 달걀보리"라는 뜻을 갖고 있다. 달걀보리, 감자, 양파, 매콤한 소시지(Kolbász, 콜바스), 파프리카로 구성된 푸짐한 요리로서 베이컨과 다른 야채와 곁들여 먹을 수 있다. |
| 터르호냐시 후시 (Tarhonyás hús)             |      | 다진 고기(일반적으로는 돼지고기) 조각이 들어간 달걀보리이지만, 때로는 감자, 매콤한 소시지(Kolbász, 콜바스), 각종 향신료도 들어간다. |

### 디저트

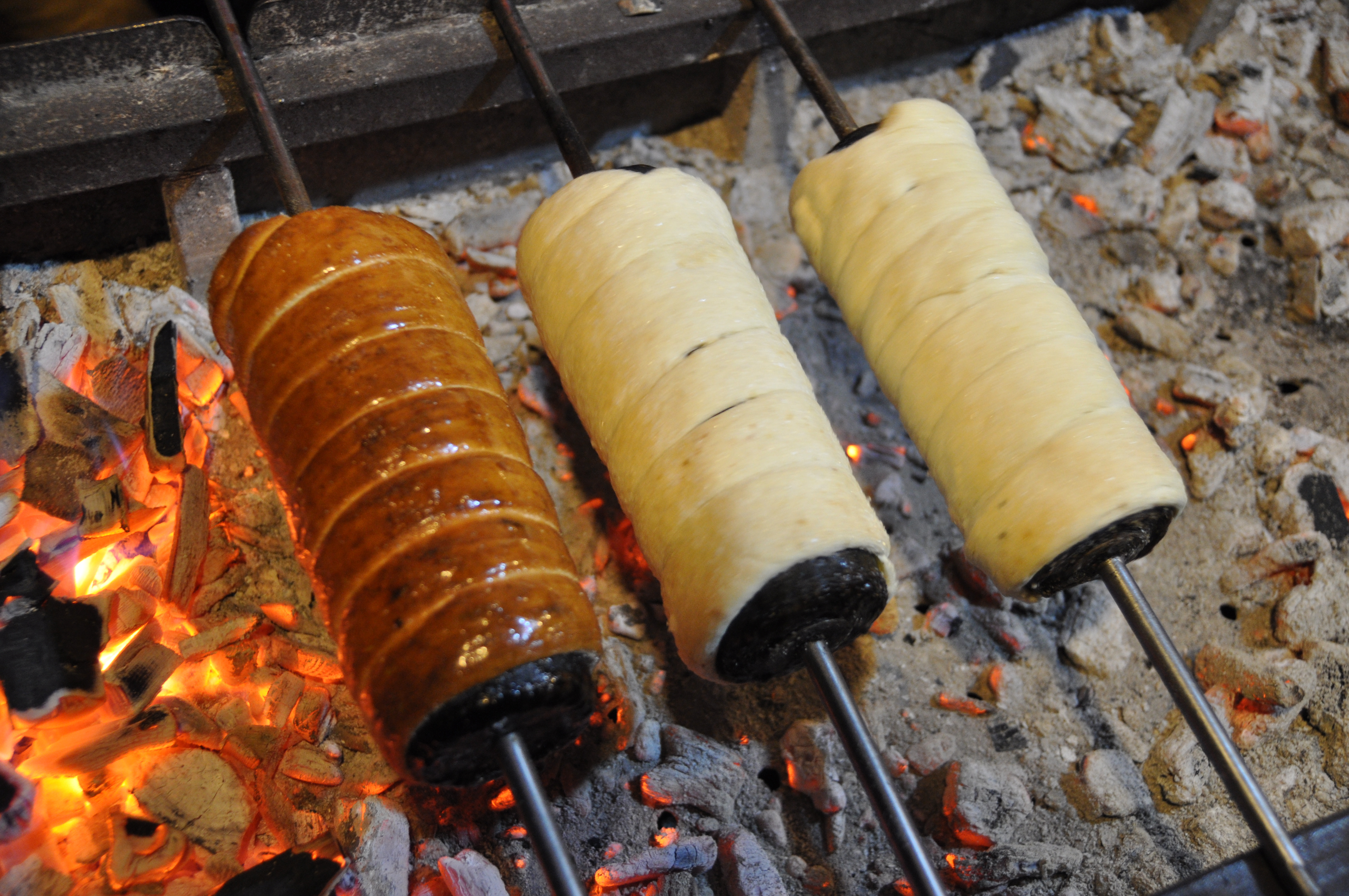
퀴르퇴슈컬라치 (Kürtőskalács'

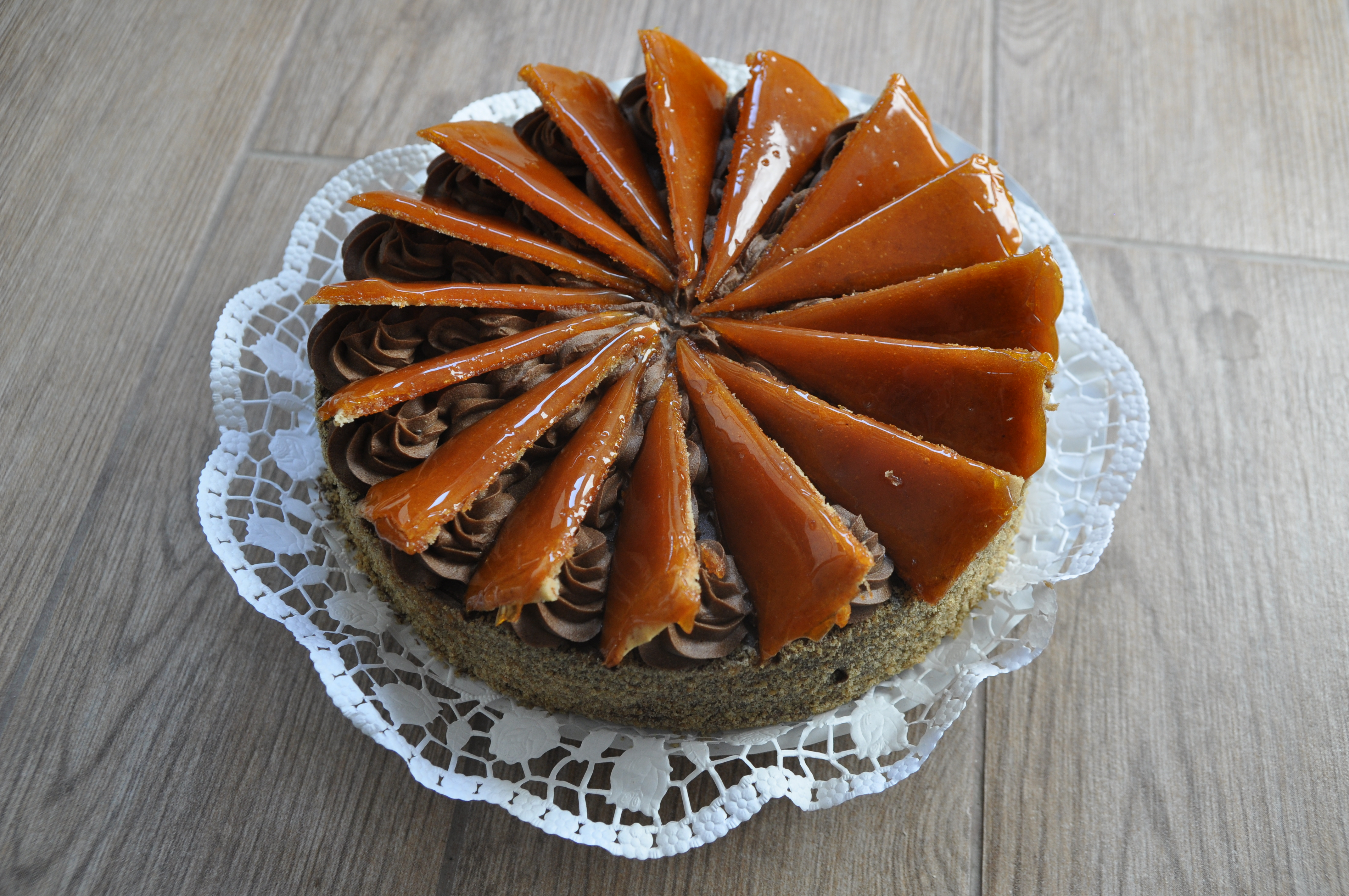
도보슈토르터 (Dobostorta)

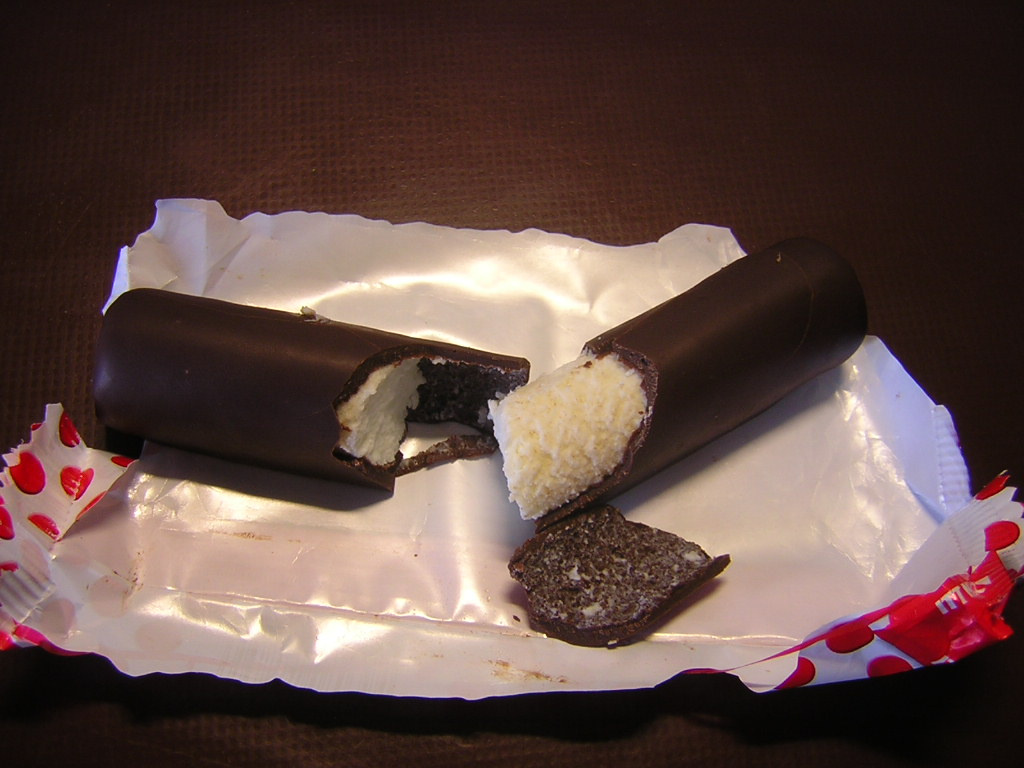
투로 루디 (Túró rudi)

| 이름                                                       | 설명 |
| ---------------------------------------------------------- | --- |
| 도보슈토르터 (Dobostorta)                                  | 초콜릿 반죽에 캐러멜과 견과류를 입힌 스펀지 케이크 |
| 린제르 토르터 (Linzer torta, 린처 토르테)                  | 페이스트리층 상단에 열십자 디자인이 있는 타르트 |
| 리고연치 (Rigójancsi)                                      | 다크 초콜릿을 뿌린 정육면체 모양의 스펀지 케이크 |
| 게스테네퓌레 (Gesztenyepüré)                               | 설탕과 럼주를 곁들여 달콤한 밤을 익혀서 으깬 다음에 휘핑 크림 위에 얹음 |
| 베이글리 (Bejgli)                                          | 크리스마스와 부활절에 먹는 케이크 롤 |
| 퀴르퇴슈컬라치 (Kürtőskalács)                              | "난로 케이크" 또는 "굴뚝 케이크"라는 뜻을 갖고 있으며 헝가리에서 가장 오래된 페이스트리로 유명하다.                                                                                    |
| 최뢰게판크 (Csörögefánk)                                   | 바삭하고 가벼운 천사의 날개 모양으로 튀긴 헝가리의 쿠키. 효모 반죽을 비튼 다음에 튀긴 쿠키로서 가루 설탕을 뿌린다.                                                                     |
| 버닐리아시 키플리 (Vaníliás kifli)                         | 바닐라 크루아상, 초승달 모양을 띤 작은 비스킷. |
| 피슈코터 (Piskóta)                                         | 얇고 가볍고 달콤한 섬세하고 바삭바삭한 쿠키. |
| 레테시 (Rétes)                                             | 단맛이 나는 다층 페이스트리. |
| 치거 (Csiga)                                               | "달팽이"라는 뜻. 보통 호두, 양귀비씨, 초콜릿, 바닐라 푸딩으로 장식한하여 맛을 내는 페이스트리.                                                                                         |
| 플로드니 (Flódni)                                          | 양귀비씨, 호두, 사과, 자두잼 등 4가지 속을 넣은 케이크. |
| 케프비셸뢰 판크 (Képviselő Fánk)                           | 슈 크림을 넣고 바닐라 크림을 가득 채워서 만든 헝가리식 프로피테롤. |
| 쿠글로프 (Kuglóf)                                          | 오스트리아-헝가리 제국 시대에 등장한 전통적인 커피 파티 케이크. |
| 레크바로시 북터 (Lekváros Bukta)                           | 잼, 투로 또는 갈아넣은 호두를 채운 다음에 구운 디저트. |
| 레크바로시 테케르치 (Lekváros tekercs)                     | 잼이 가득 담긴 부드러운 스펀지 케이크를 말아서 만든 디저트. |
| 레크바르 (Lekvár)                                          | 두툼한 헝가리식 잼. |
| 비르셜머 셔이트 (Birsalma sajt)                            | 마르멜로 치즈 또는 마르멜로 열매로 만든 마르멜로 젤리. |
| 퇴뢰크메즈 (Törökméz)                                      | 웨이퍼 사이에 설탕, 달걀 흰자, 꿀, 호두 조각을 얹어서 만든 달콤하고 끈적끈적한 하얀 누가.                                                                                              |
| 헐버 (Halva)                                               | 터키산 해바라기씨로 만든 트란실바니아 지방의 달콤한 과자. |
| 머다르테이 (Madártej)                                      | "떠 있는 섬"이라는 뜻. 우유 커스터드에 달걀 흰자로 만든 경단을 얹어서 만든 디저트. |
| 투로 루디 (Túró rudi)                                      | 달콤한 크바르크 치즈(투로 치즈)를 채운 초콜릿 바. |
| 설론추코르 (Szaloncukor)                                   | 크리스마스에 먹는 크리스마스 트리에 매다는 사탕. |
| 어러니 걸루슈커 (Arany galuska)                            | 버터, 설탕, 견과류를 굴려서 만든 경단 또는 동그란 반죽에 바닐라 커스터드를 얹어서 서로 떨어진 상태로 만든 케이크.                                                                      |
| 버르거벨레시 (Vargabéles)                                  | 헝가리식 슈트루델 또는 국수 파이. |
| 에스테르하지 토르터 (Eszterházy torta)                     | 코냑이나 바닐라, 호두를 곁들인 버터 크림으로 만든 케이크. |
| 숌로이 걸루슈커 (Somlói galuska)                           | 숌로(Somlo) 스타일을 띤 스펀지 케이크. |
| 펄러친터 (Palacsinta)                                      | 크레프처럼 생긴 다양한 팬케이크 |
| 마코시 구버 (Mákos guba)                                   | 중앙유럽 전역에서 발견되는 양귀비씨로 만든 디저트. 버터와 함께 우유에 끓인 달콤한 키플리와 양귀비씨 조각으로 이루어져 있으며, 종종 토핑으로 다양한 견과류와 말린 과일을 곁들여 먹는다. |
| 투로시 레페니 (Túrós lepény) 또는 투로시 피테 (Túrós pite) | 단맛을 내는 투로로 만든 디저트 바. 딜이 추가된 커프로시투로시 레페니(Kapros-túrós lepény)라는 변종도 존재한다.                                                                         |

### 그 외

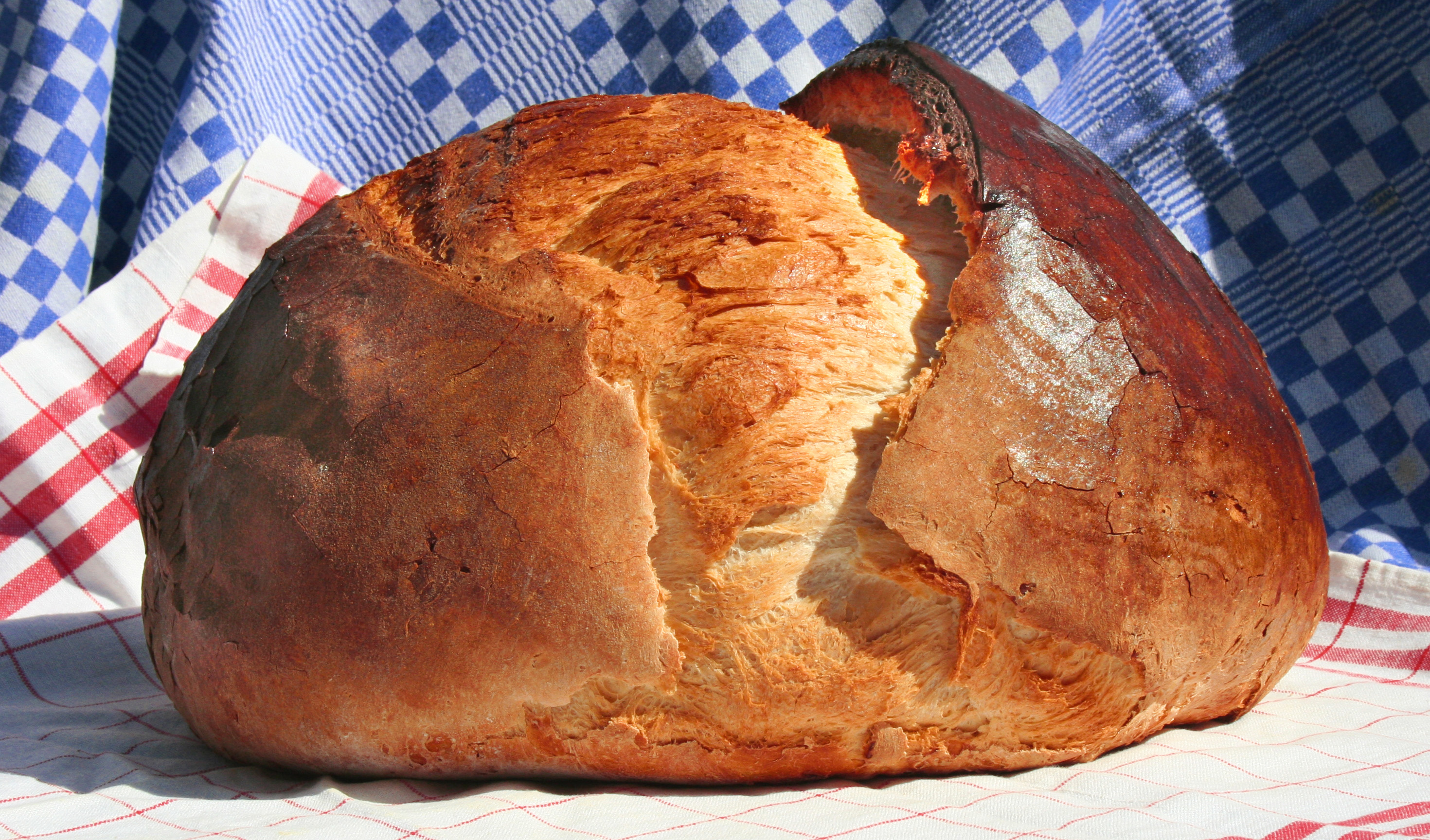
케네르

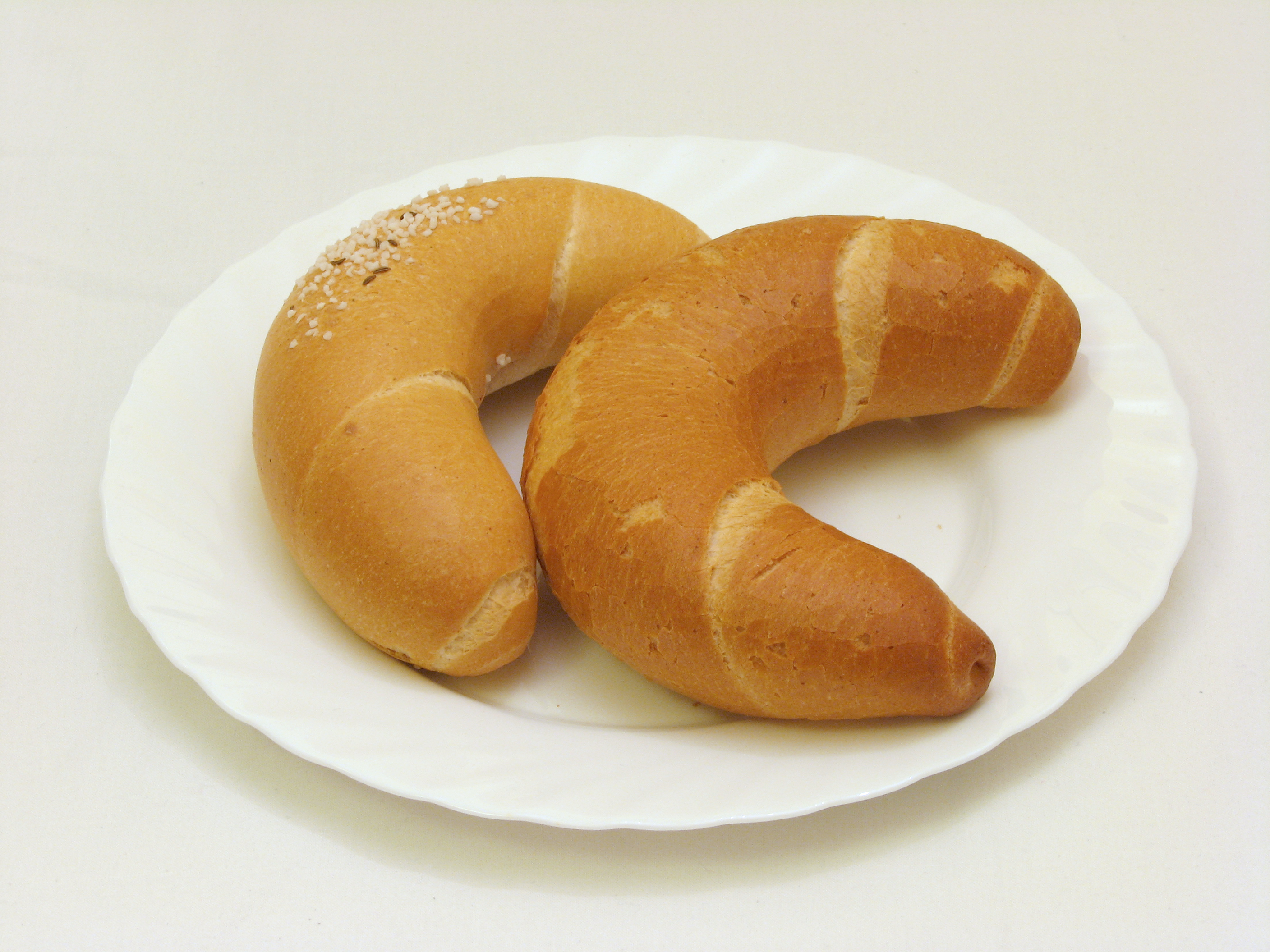
키플리

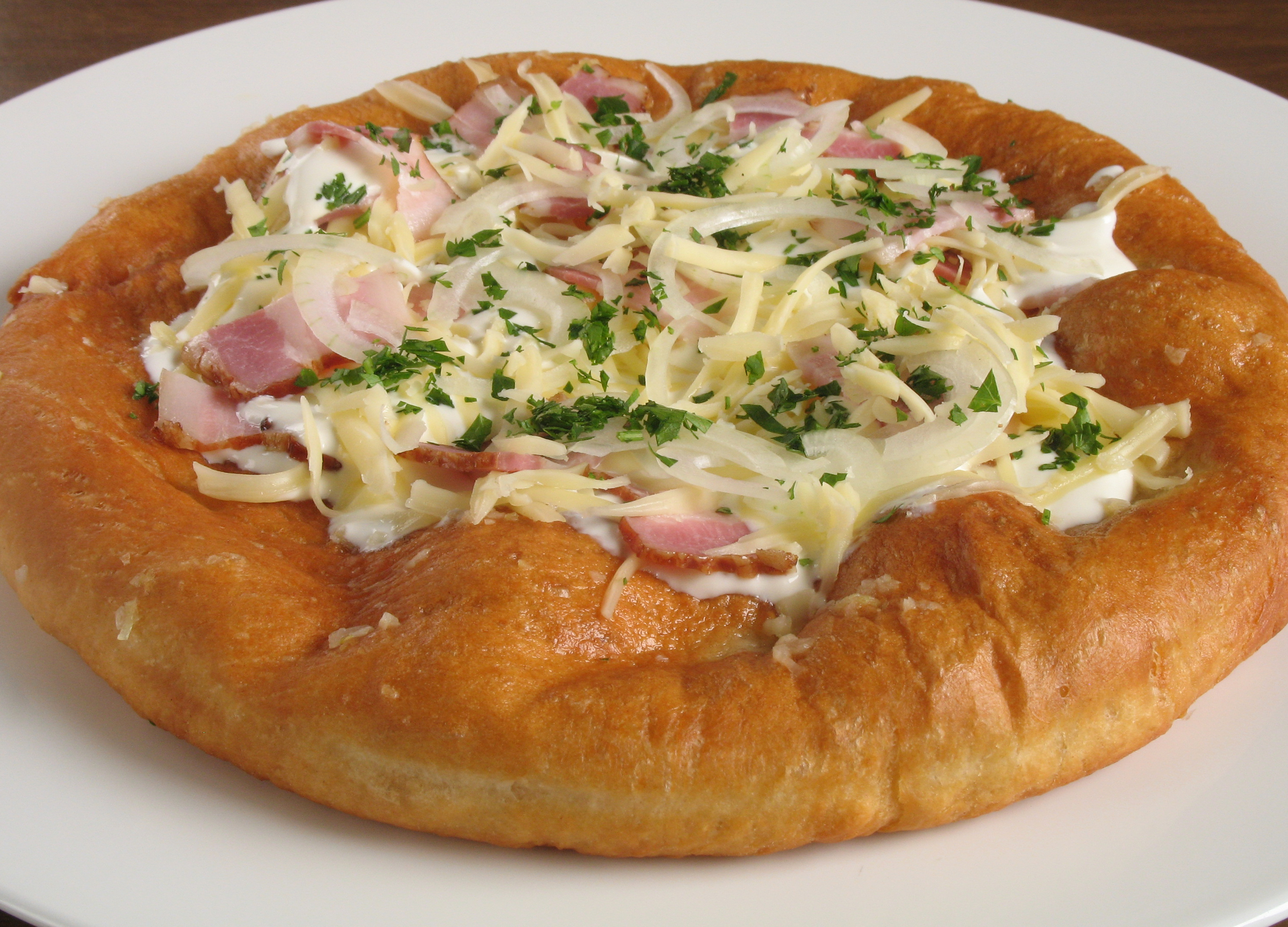
란고시

- 란고시 (Lángos, 빵 반죽 튀김)
- 포가처 (Pogácsa, 빵의 일종으로서 동그랗게 부풀린 베이컨 페이스트리. 전통적으로 불 위에서 요리한다.)
- 젬레 (Zsemle, 반으로 자른 동그란 작은 빵들. 버터, 런천미트 또는 잼과 함께 종종 아침 식사로 먹는다.)
- 판크 (Fánk) 또는 비스마르크 도넛
- 키플리 (Kifli, 초승달 모양의 빵. 담백하거나, 소금에 절이거나, 달콤하게 만든다.)
- 페레츠 (Perec, 짭짤하고 바삭바삭한 페이스트리.)
- 마이걸루슈커 (Májgaluska, 간 경단 수프와 같은 서로 다른 수프에 사용되는 작은 간 경단.)
- 그리즈걸루슈커 (Grízgaluska, 헝가리식 수프에 사용되는 세몰리나 경단.)
- 터르호녀 (Tarhonya, 헝가리식 "쿠스쿠스"의 일종. 커다란 파스타 곡식은 반찬으로 제공되고, 터르호녀시 후시(Tarhonyás hús)의 재료인 계란 보리에 육류를 곁들여서 제공됨.)
- 리지비지 (Rizi-bizi, 녹색 완두콩을 흰 쌀밥 요리로서 반찬으로 제공됨.)
- 비네터 (Vinetta) 또는 퍼들리잔 크렘 (Padlizsán krém, 으깨거나 껍질을 벗기거나 곱게 다진 가지로 만든 트란실바니아 지방의 샐러드.)
- 쾨뢰죄트 (Körözött) 또는 립터이 투로 (Liptai túró, 달콤한 파프리카와 양파로 간을 한 치즈 스프레드.)
- 리버마이파슈테톰 (Libamájpástétom, 헝가리의 별미이자 헝가리식 푸아 그라로서 거위 간 파테.)
- 분다시 케네르 (Bundás kenyér, "모피를 넣은 빵"이라는 뜻. 맛있는 프렌치 토스트 또는 집시 토스트 또는 빵 프리터, 아침 식사 음식 또는 때때로 반찬으로 제공되는 음식임.)
- 케네르 (Kenyér, 매일 아침 빵집에서 신선하게 구운 헝가리의 빵. 치포(Cipó)라고 부르는 전통적인 형태는 크고 둥글며 딱딱한 껍데기가 있음.)
- 베크니 (Vekni, 바삭바삭한 껍데기를 갖고 있고 길쭉하게 생긴 헝가리의 빵. 바게트처럼 두껍거나 얇음.)
- 케네를란고시 (Kenyérlángos, 평탄한 형태로 구워진 작은 빵 반죽 조각에 사워 크림, 베이컨, 양파를 얹은 경우가 많음. 전통적으로 집에서 빵을 굽는 날의 아이들을 위한 간식이었으며, 현재는 축제 현장과 시장에서 주로 판매되고 있음.)

## 음료

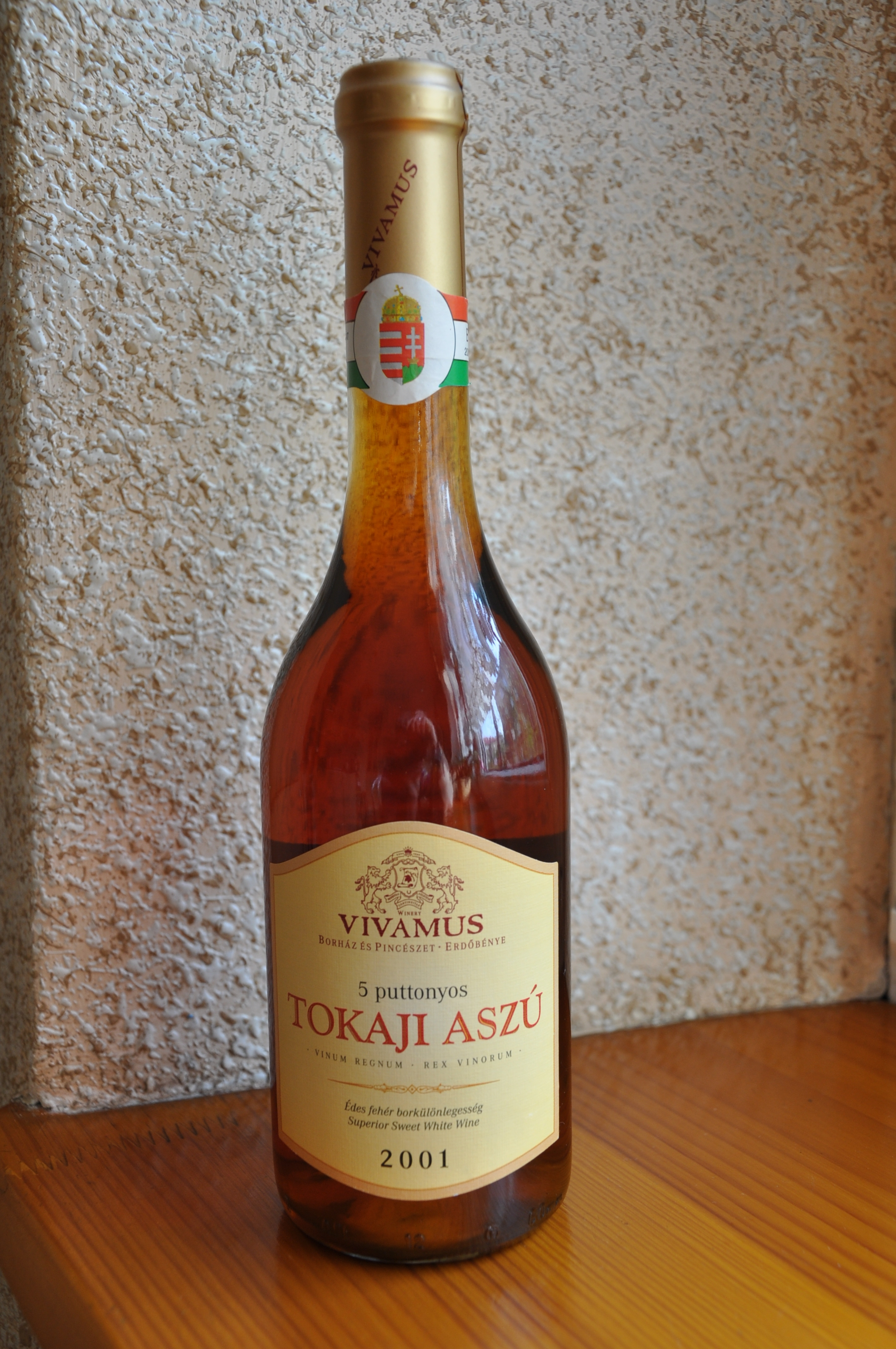
토커이 어수

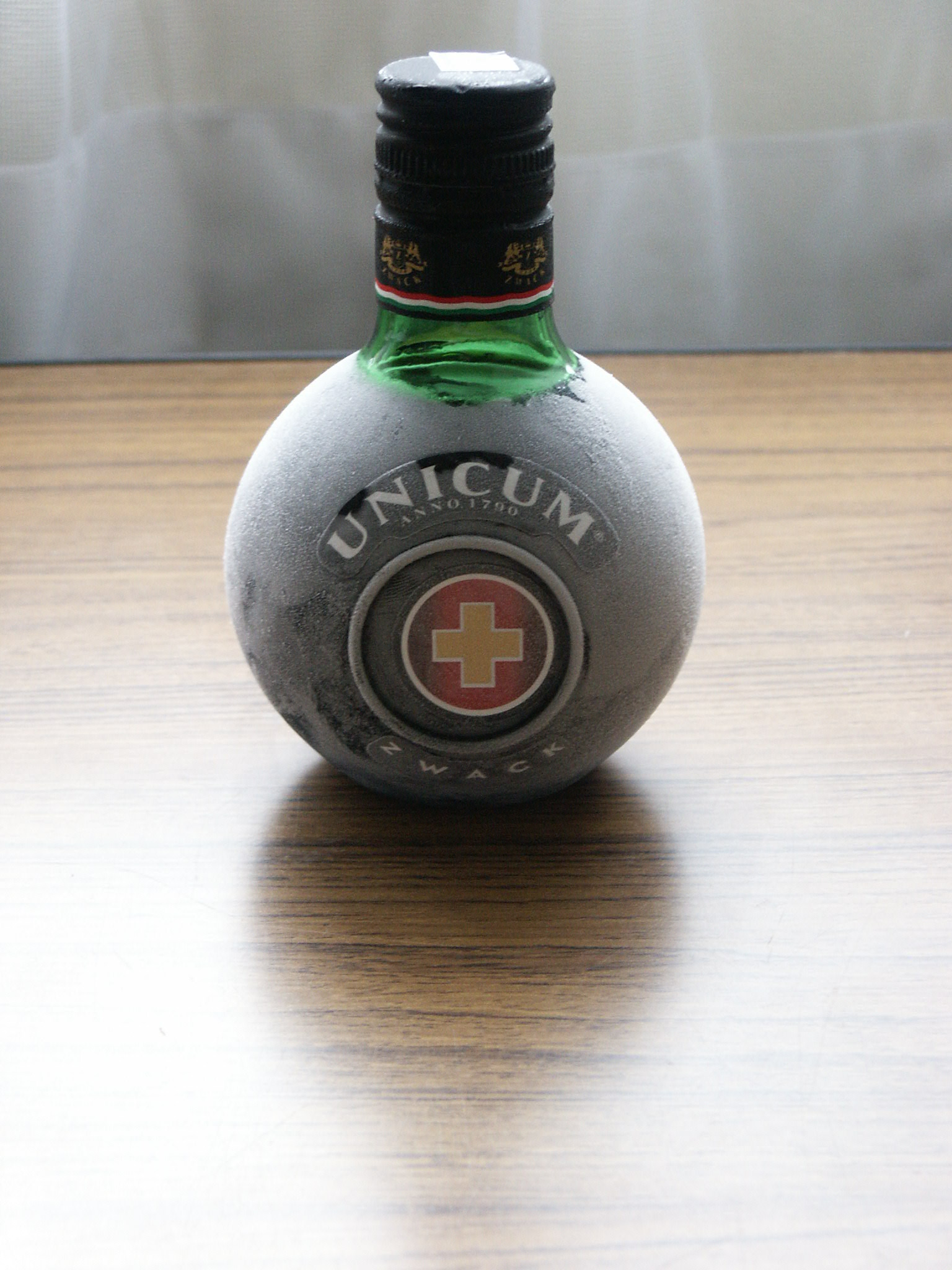
우니쿰

헝가리 와인은 적어도 로마 시대로 거슬러 올라가며, 그 역사는 서슬라브족과 게르만족 사이에 위치한 헝가리를 반영한다. 가장 잘 알려진 와인은 화이트 디저트 와인인 토커이 어수(Tokaji Aszú, 헝가리 북동부에 위치한 토커이에서 생산된 토커이 포도주)와 빌라니(Villány, 헝가리 남부) 적도포주이다. 그 외의 포도주로는 에그리 비커베르(Egri Bikavér, "소의 피"라는 뜻)가 있는데 어둡고 속이 꽉 찬 적포도주이다. 붉은 커런트 포도주와 같은 헝가리산 과일 포도주는 담백하고 맛과 식감이 부드럽다.
헝가리에서 가장 주목받는 술은 허브 비터인 우니쿰(Unicum), 과일 브랜디인 펄린커(Pálinka, 자두와 배로 만든 증류주)이다. 어펜터(Apenta), 케쿠티(Kékkúti)를 비롯한 헝가리의 21개 브랜드도 눈에 띈다. 미러(Mira)와 같은 일부 광천수는 치료적 가치가 있다.
트러우비(Traubi) 또는 트러우비쇼더(Traubisoda)는 1971년에 헝가리 벌러톤빌라고시(Balatonvilágos) 마을에서 생산되어 오스트리아에서 출시된 청량음료이다. 청량음료가 널리 보급되기 이전에 헝가리인들은 쇠르프(Szörp)라고 부르는 자신들만의 청량음료를 만들었는데 이는 산딸기, 커런트, 엘더베리와 같은 과일에 설탕을 넣어서 만든 농축액이다. 이 농축액은 신선한 물이나 탄산수에 희석한다.

## 같이 보기
- 유럽 요리